# Sénégali à ventre noir
Euschistospiza dybowskii
Espèce
Statut de conservation UICN

 LC  : Préoccupation mineure
Le Sénégali à ventre noir (Euschistospiza dybowskii) est une espèce de passereau appartenant à la famille des Estrildidae.
Son aire s'étend sur trois zones à travers l'Afrique équatoriale.